# Winnicy
Winnicy (ros. Винницы) – wieś (sieło) w Rosji, w obwodzie leningradzkim, w rejonie podporoskim. W 2021 liczyła 1137 mieszkańców.